# QDOS
QDOS (ang. Quick and Dirty Operating System) – system operacyjny napisany przez Tima Patersona i znany później pod nazwą 86-DOS, wykupiony przez Billa Gatesa za 75 tys. dolarów.
System QDOS został stworzony w celu uruchamiania automatycznie przekodowanych programów systemu CP/M na platformie opartej na procesorze Intel 8086. QDOS stał się bazą dla systemu MS-DOS, wraz ze wszystkimi ograniczeniami prostego, 16-bitowego jądra pracującego w trybie rzeczywistym.